# Projekt 22160
Projekt 22160 je třída hlídkových lodí ruského námořnictva. Hlavním úkolem plavidel je ochrana teritoriálních vod, hlídkování ve výlučné námořní ekonomické zóně země, potírání pirátů a pašeráků, záchranné mise, monitorování životního prostředí. Ruské námořnictvo objednalo celkem šest plavidel. Prototyp byl do služby přijat roku 2018. Do roku 2022 byly do služby zařazeny první čtyři jednotky. 
Exportní verze třídy nese označení projekt 22160E. Představuje raketovou korvetu o výtlaku 2200 t. Poprvé byla představena na veletrhu International Maritime Defense Show 2021 v Petrohradě.

## Stavba

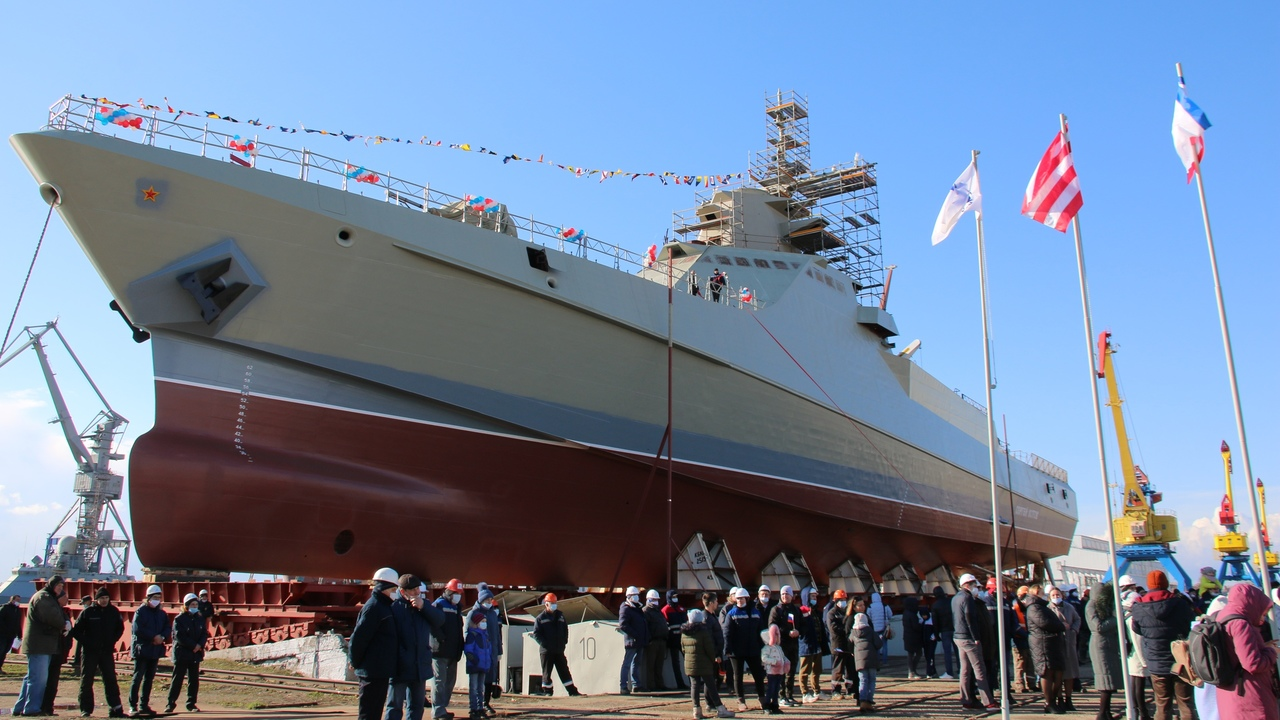
Sergej Kotov při spuštění na vodu

Plavidlo navrhla konstrukční kancelář Severnoje PKB. Stavba prototypové jednotky Vasilij Bykov začala v únoru 2014 v loděnici Zelenodolský závod imeni A. M. Gorkého v Zelenodolsku. Ve stejném roce byla rozestavěna druhá a v únoru 2016 třetí jednotka této třídy. Prototypová jednotka byla do služby přijata 20. prosince 2018. Do roku 2019 mělo být do služby zařazeno celkem šest jednotek této třídy. Ve skutečnosti byly do roku 2022 zařazeny první čtyři. V roce 2014 námořnictvo zveřejnilo plán na stavbu druhé šestikusové série této třídy. Po nasazení plavidel v ruské invazi na Ukrajinu od února 2022 však námořnictvo ztratilo zájem o druhou sérii s odkazem na nedostatečné schopnosti plavidel.
Jednotky projektu 22160:
| Jméno            | Zahájení stavby    | Spuštěna       | Vstup do služby    | Status |
| ---------------- | ------------------ | -------------- | ------------------ | --- |
| Vasilij Bykov    | 26. února 2014     | 28. srpna 2017 | 20. prosince 2018  | Dne 7. března 2022 poblíž Oděsy poškozena ukrajinskými obránci. Ukrajinci si nárokují její potopení. 16. března 2022 byla loď spatřena v přístavu Sevastopolu bez známek poškození. |
| Dmitrij Rogačov  | 25. července 2014  | 2017           | 11. června 2019    | aktivní |
| Pavel Děržavin   | 18. února 2016     | 21. února 2019 | 27. listopadu 2020 | aktivní |
| Sergej Kotov     | 8. května 2016     | 29. ledna 2021 | 30. července 2022  | Dne 4. března 2024 poblíž Kerčského průlivu poškozena ukrajinskými obránci. Dle některých médií a videa zveřejněného ukrajinskou armádou byla loď potopena.                         |
| Viktor Velikij   | 25. listopadu 2016 | 7. května 2024 |                    | ve stavbě |
| Nikolaj Sipjagin | 13. ledna 2018     |                |                    | ve stavbě |

## Konstrukce

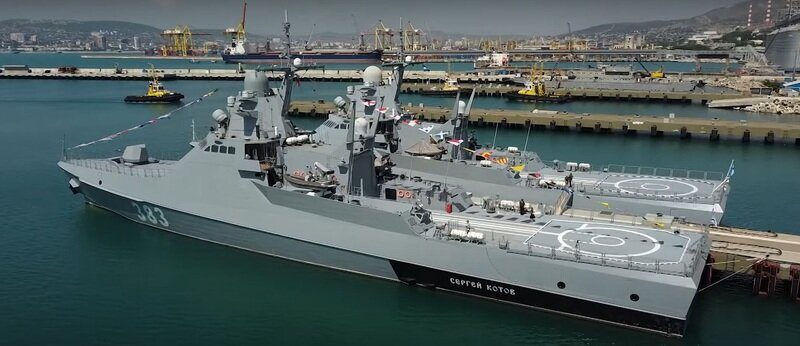
Sergej Kotov

Plavidla mají modulární konstrukci a jsou tvarována s ohledem na potlačení sigratur. Jsou vybavena vyhledávacím radarem Pozitiv-ME1 a sonary MGK-335EM-03 a Vinětka-EM. Hlavní výzbrojí tvoří jeden 57mm kanón А-220М v dělové věži na přídi, který doplňují dva 14,5mm kulomety. K obraně proti útokům ze vzduchu lodě nesou protiletadlový raketový komplet krátkého dosahu 3M-47 Gibka využívající střel Igla-1M. Nesen může být 324mm protiponorkový a protitorpédový systém Paket-E/NK. Plavidla mohou nést protizemní a protilodní střely Klub-N. Na zádi se nachází přistávací plocha pro jeden vrtulník Kamov Ka-27 a teleskopický hangár. Pohonný systém je koncepce CODAG. Nejvyšší rychlost dosahuje 27 uzlů. Dosah je 4500 námořních mil a autonomie 30 dnů.

## Služba

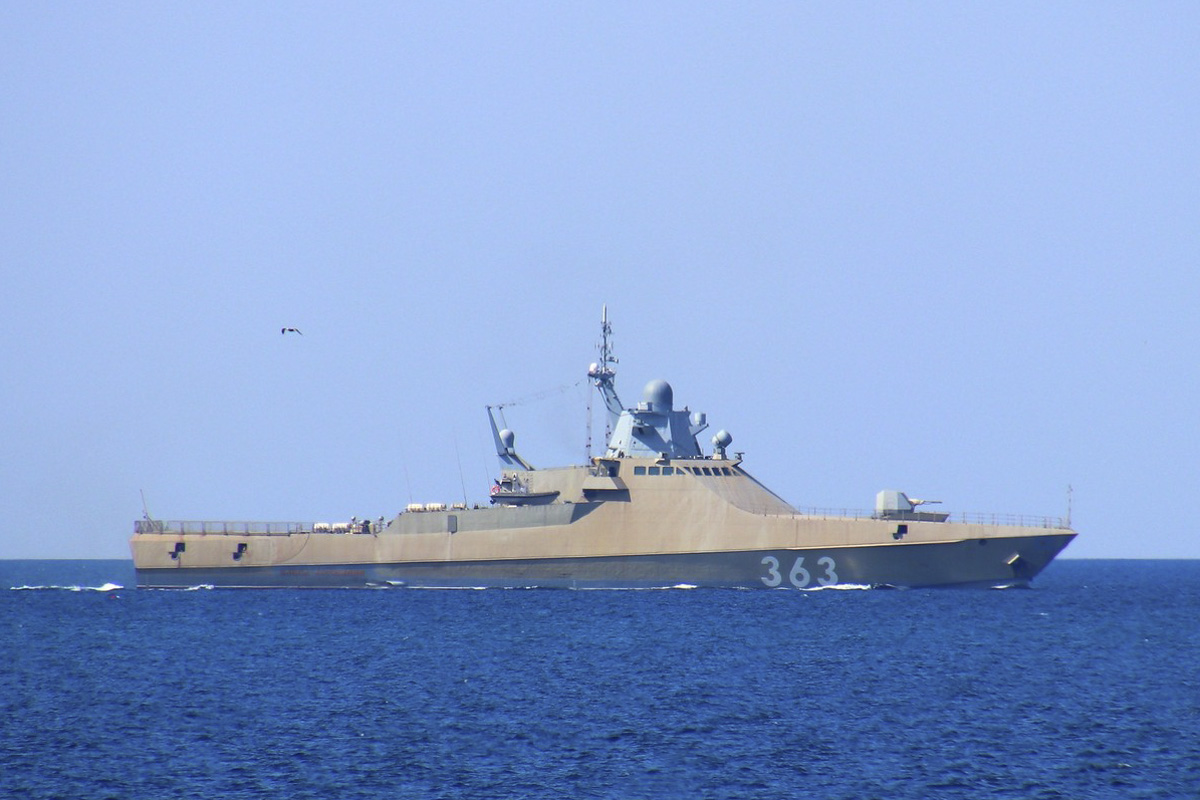
Pavel Děržavin

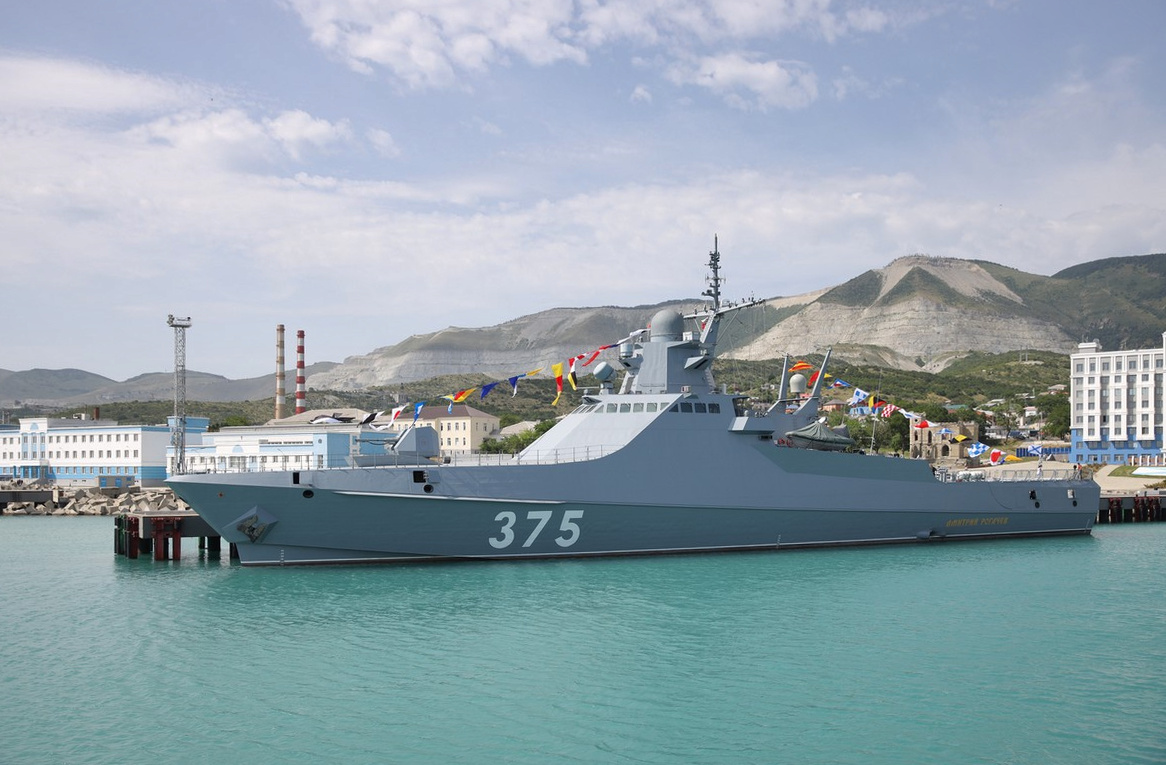
Dmitrij Rogačov

Prototypová jednotka Vasilij Bykov byla v rámci testů nasazena v Sýrii. Na tamní cíle dokonce z Kaspického moře vypustila protizemní střely. Dne 24. února 2022 se Vasilij Bykov v rámci ruské invaze na Ukrajinu zúčastnil útoku na Hadí ostrov. Tato konfrontace skončila ruským převzetím Hadího ostrova.
Dne 7. března 2022 ukrajinské zdroje uvedly, že Ozbrojené síly Ukrajiny zasáhly raketovým dělostřelectvem loď Vasilij Bykov u pobřeží Oděsy. Podle ukrajinského novináře Kovalenka se Ukrajincům podařilo nalákat Vasilij Bykov do předpřipravené palebné zóny a 9. března se vyhořelý Vasilij Bykov měl potopit. Ruský youtube kanál věnující se ruskému námořnictvu publikoval video Vasilije Bykova připlouvající do přístavu v Sevastopolu bez známek bojového poškození.
Nicméně se může jednat o ruskou dezinformační propagandu a dezinformaci.
Další zdroje uvádějí pozorování lodi ve stejný den. Záběry hořící lodi tak mohou patřit jiné lodi, která byla poškozena dříve během konfliktu. Mohlo tak jít například o tanker MV Millenial Spirit plující pod moldavskou vlajkou, který byl zasažen 25. února 2022 ruskou raketou.
V rámci operací spojených s invazí na Ukrajinu začala být na přistávací plochu plavidel umisťována vozidla protiletadlového raketového kompletu středního dosahu Tor. Ten má posílit slabou protivzdušnou obranu plavidel. Systém Tor byl vyfotografován například na palubě plavidla Pavel Děržavin.
V červnu 2022 ruská agentura TASS uvedla, že námořnictvo Ruské federace ztratilo zájem o stavbu druhé šestikusové série této třídy, neboť plavidla svými schopnostmi neodpovídají jeho potřebám. Na základě jejich bojového nasazení byly kritizovány jejich nautické vlastnosti, malá odolnost a nedostatečná protiletadlová výzbroj.

### Sergej Kotov
V noci 4. března 2024 byl Sergej Kotov v teritoriálních vodách Ukrajiny poblíž Kerčského průlivu zasažen námořními drony Magura V5. Utrpěl poškození zádě, pravého a levého boku a následně loď zachvátil požár. Náklady na potopenou loď jsou odhadovány na přibližně 65 milionů dolarů. Podle ukrajinských zdrojů se jednalo o operaci speciální jednotka GUR „Skupina 13“ a na palubě lodi byl buď vrtulník Ka-29 nebo Ka-27, který byl zničen společně s lodí. Ruští milblogeři tvrdí, že šlo o čtvrtý ukrajinský útok na tuto loď od zahájení ruské invaze a že se posádce podařilo odrazit podobné ukrajinské útoky v červenci, srpnu a září 2023. Černomořská flota se po útoku dronů pokusila odtáhnout loď do přístavu, ale poškození bylo tak vážné, že se potopila asi 5 kilometrů od mysu Takil na jihovýchodě Krymu.